# 송영 (소설가)
송영(宋榮, 1940년 3월 15일 ~ 2016년 10월 14일)은 대한민국의 소설가이다. 본관은 신평.

## 삶
전라남도 영광 출생이며, 한국외국어대학교 독일어과를 졸업하였다. 1967년 《창작과 비평》에 〈투계〉로 등단하였으며, 주요 작품에 《선생과 황태자》,《달빛 아래 어릿광대》,《달리는 황제》,《그대 눈뜨리》 등이 있다. 지문과 대화의 구별을 의도적으로 제거하고, 마치 대화를 지문 그 자체로 표현하는 기법상의 특징을 보이며 인간의 존재론적 실존의 세계를 탐구한 작가이다.